# آرثر اغبرت دافنبورت
آرثر اغبرت دافنبورت (بالإنجليزية: Arthur Egbert Davenport)‏ هو مهندس نيوزيلندي، ولد في 17 أبريل 1901، وتوفي في 15 أبريل 1973.